# 3.ª etapa do Giro d'Italia de 2023
A 3.ª etapa do Giro d'Italia de 2023 teve lugar a 8 de maio de 2023 com início na cidade de Vasto e final no município de Melfi sobre um percurso de 216 km. Esta foi vencida pelo australiano Michael Matthews da equipa Jayco AlUla, enquanto o belga Remco Evenepoel conseguiu manter a liderança.

## Percurso
Desde a saída da cidade de Vasto situado à beira do Mar Adriático, o percorrido passou num primeiro momento a costa adriática para o sudeste atravessando Termoli antes de regressar adentro terras em que se orientam para o sul para se devolver a Foggia na região das Apúlia depois para superar dois cumes da jornada, o Valico dei Laghi di Monticchio (col de 3.ª categoria) depois o Valico La Croce (col de 4.º categoria) cuja cimeira se localiza a uns trinta quilómetros da chegada a Melfi na região Basilicata.

## Desenvolvimento da corrida
Dois homens da equipa Corratec, o italiano Alexander Konychev e o sérvio Veljko Stojnić rodaram mais 170 quilómetros em cabeça antes de serem retomados pelo pelotão a 36 quilómetros da chegada. O francês Thibaut Pinot (Groupama FDJ) superou em cabeça ambas cotas da jornada e se apodera da camisola azul de melhor escalador. Depois, o pelotão do favorito junta o grupo para um final de etapa escarpado e sinuoso em estradas húmidas. No entanto bem trazido por seus corredores da Trek-Segafredo, Mads Pedersen é apanhado nos 200 últimos metros por Michael Matthews (Jayco AlUla) que supera a linha de chegada como vencedor.

## Classificação da etapa
| Vasto - Melfi | etapa escarpada | (216 km) |

| \| Classificação por etapas \| Classificação por etapas \| Classificação por etapas \| Classificação por etapas \| Classificação por etapas \| \| Ciclista \| Ciclista \| Equipe \| Tempo \| \| \| ------------------------ \| ------------------------ \| ------------------------ \| ------------------------ \| ------------------------ \| \| 1. \| Michael Matthews \| Team Jayco AlUla \| 5h01m41s \| \| \| 2. \| Mads Pedersen \| Trek-Segafredo \| + 0s \| \| \| 3. \| Kaden Groves \| Alpecin-Deceuninck \| + 0s \| \| \| 4. \| Vincenzo Albanese \| Eolo-Kometa \| + 0s \| \| \| 5. \| Stefano Oldani \| Alpecin-Deceuninck \| + 0s \| \| \| 6. \| Sven Erik Bystrøm \| Intermarché-Circus-Wanty \| + 0s \| \| \| 7. \| Primož Roglič \| Jumbo-Visma \| + 0s \| \| \| 8. \| Simone Velasco \| Astana Qazaqstan Team \| + 0s \| \| \| 9. \| Toms Skujiņš \| Trek-Segafredo \| + 0s \| \| \| 10. \| Andrea Vendrame \| AG2R Citroën Team \| + 0s \| \| |                   |                          |          |
| |                   |                          |          |
| Fonte: ProCyclingStats |                   |                          |          |
| Classificação por etapas |                   |                          |          |
| Ciclista | Ciclista          | Equipe                   | Tempo    |
| 1. | Michael Matthews  | Team Jayco AlUla         | 5h01m41s |
| 2. | Mads Pedersen     | Trek-Segafredo           | + 0s     |
| 3. | Kaden Groves      | Alpecin-Deceuninck       | + 0s     |
| 4. | Vincenzo Albanese | Eolo-Kometa              | + 0s     |
| 5. | Stefano Oldani    | Alpecin-Deceuninck       | + 0s     |
| 6. | Sven Erik Bystrøm | Intermarché-Circus-Wanty | + 0s     |
| 7. | Primož Roglič     | Jumbo-Visma              | + 0s     |
| 8. | Simone Velasco    | Astana Qazaqstan Team    | + 0s     |
| 9. | Toms Skujiņš      | Trek-Segafredo           | + 0s     |
| 10. | Andrea Vendrame   | AG2R Citroën Team        | + 0s     |

## Classificações ao final da etapa

### Classificação geral(Maglia Rosa)
| \| Classificação geral \| Classificação geral \| Classificação geral \| Classificação geral \| Classificação geral \| \| Ciclista \| Ciclista \| Equipe \| Tempo \| \| \| ------------------- \| ------------------- \| ------------------- \| ------------------- \| ------------------- \| \| 1. \| Remco Evenepoel \| Soudal Quick-Step \| 10h18m07s \| \| \| 2. \| João Almeida \| UAE Team Emirates \| + 32s \| \| \| 3. \| Primož Roglič \| Jumbo-Visma \| + 44s \| \| \| 4. \| Stefan Küng \| Groupama-FDJ \| + 46s \| \| \| 5. \| Geraint Thomas \| Ineos Grenadiers \| + 58s \| \| \| 6. \| Aleksandr Vlasov \| Bora-Hansgrohe \| + 58s \| \| \| 7. \| Tao Geoghegan Hart \| Ineos Grenadiers \| + 1m02s \| \| \| 8. \| Michael Matthews \| Team Jayco AlUla \| + 1m02s \| \| \| 9. \| Jay Vine \| UAE Team Emirates \| + 1m08s \| \| \| 10. \| Mads Pedersen \| Trek-Segafredo \| + 1m18s \| \| |                    |                   |           |
| |                    |                   |           |
| Fonte: ProCyclingStats |                    |                   |           |
| Classificação geral |                    |                   |           |
| Ciclista | Ciclista           | Equipe            | Tempo     |
| 1. | Remco Evenepoel    | Soudal Quick-Step | 10h18m07s |
| 2. | João Almeida       | UAE Team Emirates | + 32s     |
| 3. | Primož Roglič      | Jumbo-Visma       | + 44s     |
| 4. | Stefan Küng        | Groupama-FDJ      | + 46s     |
| 5. | Geraint Thomas     | Ineos Grenadiers  | + 58s     |
| 6. | Aleksandr Vlasov   | Bora-Hansgrohe    | + 58s     |
| 7. | Tao Geoghegan Hart | Ineos Grenadiers  | + 1m02s   |
| 8. | Michael Matthews   | Team Jayco AlUla  | + 1m02s   |
| 9. | Jay Vine           | UAE Team Emirates | + 1m08s   |
| 10. | Mads Pedersen      | Trek-Segafredo    | + 1m18s   |

### Classificação por pontos(Maglia Ciclamino)
| Classificação por pontos | Classificação por pontos | Classificação por pontos   | Classificação por pontos | Classificação por pontos |
| Ciclista                 | Ciclista                 | Equipe                     | Pontos                   |                          |
| ------------------------ | ------------------------ | -------------------------- | ------------------------ | ------------------------ |
| 1.                       | Jonathan Milan           | Bahrain Victorious         | 53 pts                   |                          |
| 2.                       | Kaden Groves             | Alpecin-Deceuninck         | 39 pts                   |                          |
| 3.                       | Michael Matthews         | Team Jayco AlUla           | 38 pts                   |                          |
| 4.                       | David Dekker             | Arkéa-Samsic               | 35 pts                   |                          |
| 5.                       | Mads Pedersen            | Trek-Segafredo             | 26 pts                   |                          |
| 6.                       | Arne Marit               | Intermarché-Circus-Wanty   | 23 pts                   |                          |
| 7.                       | Remco Evenepoel          | Soudal Quick-Step          | 15 pts                   |                          |
| 8.                       | Marius Mayrhofer         | Team DSM                   | 14 pts                   |                          |
| 9.                       | Fernando Gaviria         | Movistar Team              | 14 pts                   |                          |
| 10.                      | Stefano Gandin           | Team Corratec-Selle Italia | 12 pts                   |                          |

### Classificação da montanha(Maglia Azzurra)
| Classificação da montanha | Classificação da montanha | Classificação da montanha | Classificação da montanha | Classificação da montanha |
| Ciclista                  | Ciclista                  | Equipe                    | Pontos                    |                           |
| ------------------------- | ------------------------- | ------------------------- | ------------------------- | ------------------------- |
| 1.                        | Thibaut Pinot             | Groupama-FDJ              | 12 pts                    |                           |
| 2.                        | Paul Lapeira              | AG2R Citroën Team         | 6 pts                     |                           |
| 3.                        | Thomas Champion           | Cofidis                   | 4 pts                     |                           |
| 4.                        | Santiago Buitrago         | Bahrain Victorious        | 4 pts                     |                           |
| 5.                        | Tao Geoghegan Hart        | Ineos Grenadiers          | 3 pts                     |                           |
| 6.                        | João Almeida              | UAE Team Emirates         | 2 pts                     |                           |
| 7.                        | Mattia Bais               | Eolo-Kometa               | 2 pts                     |                           |
| 8.                        | Callum Scotson            | Team Jayco AlUla          | 2 pts                     |                           |
| 9.                        | Laurens De Plus           | Ineos Grenadiers          | 2 pts                     |                           |
| 10.                       | Marius Mayrhofer          | Team DSM                  | 1 pt                      |                           |

### Classificação dos jovens(Maglia Bianca)
| Classificação dos jovens | Classificação dos jovens | Classificação dos jovens | Classificação dos jovens | Classificação dos jovens |
| Ciclista                 | Ciclista                 | Equipe                   | Tempo                    |                          |
| ------------------------ | ------------------------ | ------------------------ | ------------------------ | ------------------------ |
| 1.                       | Remco Evenepoel          | Soudal Quick-Step        | 10h18m07s                |                          |
| 2.                       | João Almeida             | UAE Team Emirates        | + 32s                    |                          |
| 3.                       | Ilan Van Wilder          | Soudal Quick-Step        | + 1m34s                  |                          |
| 4.                       | Andreas Leknessund       | Team DSM                 | + 1m40s                  |                          |
| 5.                       | Stefano Oldani           | Alpecin-Deceuninck       | + 1m59s                  |                          |
| 6.                       | Michel Hessmann          | Jumbo-Visma              | + 1m59s                  |                          |
| 7.                       | Thymen Arensman          | Ineos Grenadiers         | + 2m05s                  |                          |
| 8.                       | Ben Healy                | EF Education-EasyPost    | + 2m07s                  |                          |
| 9.                       | Marco Frigo              | Israel-Premier Tech      | + 2m15s                  |                          |
| 10.                      | Santiago Buitrago        | Bahrain Victorious       | + 2m24s                  |                          |

### Classificação por equipas"Super team"
| Classificação por equipes | Classificação por equipes | Classificação por equipes | Classificação por equipes |
| Equipe                    | Equipe                    | Tempo                     |                           |
| ------------------------- | ------------------------- | ------------------------- | ------------------------- |
| 1.                        | UAE Team Emirates         | 30h56m33s                 |                           |
| 2.                        | Ineos Grenadiers          | + 13s                     |                           |
| 3.                        | Soudal Quick-Step         | + 32s                     |                           |
| 4.                        | Groupama-FDJ              | + 1m32s                   |                           |
| 5.                        | Bora-Hansgrohe            | + 1m38s                   |                           |
| 6.                        | Team Jayco AlUla          | + 1m58s                   |                           |
| 7.                        | Jumbo-Visma               | + 2m02s                   |                           |
| 8.                        | Bahrain Victorious        | + 2m28s                   |                           |
| 9.                        | Trek-Segafredo            | + 2m40s                   |                           |
| 10.                       | EF Education-EasyPost     | + 2m56s                   |                           |

## Abandonos
Nenhum.